# Keszü
Keszü je vas na Madžarskem, ki upravno spada pod podregijo Pécsi Županije Baranja.